# Тиландсия
Тиландсия (Tillandsia) е род растения от семейство Бромелиеви. Произхожда от Северна и Южна Америка. В рода съществуват около 400 растителни вида.

## Физическо описание
Цветът на растението е бледорозов и израства от средата му. На височина достига до около 25 cm. Цъфти от септември до януари.
По края на розетката цъфтят и синьо-лилави цветове, за разтварянето на които е нужна голяма влажност. Растението е със слабо развити корени. Притежава високоспециализирани власинки, които са гъсто разположени върху листата. Ролята им е да поглъщат от въздуха влага и хранителни вещества, и също да защитава растението от прегряване и изсъхване, отразявайки част от слънчевата светлина.

## Отглеждане в домашни условия
Тиландсиите са топлолюбиви растения. Отглеждат се на температури от 21 до 29 градуса през лятото и от 18 до 21 градуса през зимата.
През лятото се поливат веднъж на 2 – 3 дни, а зиме – веднъж в седмицата. Растението изисква висока влажност на въздуха, затова трябва ежедневно да се пръска с вода.
След цъфтежа растението-родител загива и постепенно от цветът му се променя от бледорозов до зелен и изсъхва. При правилни грижи от него се образуват нови розетки.